# 第34装甲旅団 (ドイツ連邦陸軍)
第34装甲旅団「コブレンツ」（だい34そうこうりょだん、ドイツ語：Panzerbrigade 34 "Koblenz"）は、ドイツ連邦陸軍の旅団の一つ。1981年から2002年まで存在していた。旅団司令部をディーツに置き、旅団の部隊はラインラント＝プファルツ州に駐屯していた。

## 歴史

### 第14装甲旅団（1981年まで）
1956年に編成準備命令が出されホーエンフェルス演習場においてA5戦闘群が編成される。1957年にA5戦闘群はコブレンツに移駐する。1959年にA5戦闘群は第14装甲旅団に改編される。旅団改編時は以下のとおりであった。
- 旅団司令部中隊
- 第140装甲偵察中隊
- 第140装甲工兵中隊（1959年にコブレンツにて編成）
- 第140防空砲兵中隊
- 第142装甲擲弾兵大隊
- 第143戦車大隊
- 第144戦車大隊
- 第145装甲砲兵大隊
- 第146補給大隊

旅団は初め第5装甲師団の隷下におかれた。1962年に第140装甲偵察中隊が解散され旅団司令部中隊に取り込まれた。陸軍第2次編制にて第140防空砲兵中隊が除外され、代わりに第140駆逐戦車中隊が編成され防空機能を引き継ぐ。1972年に第146補給大隊が解散し第140整備中隊と第140補給中隊が新編される。1972年に装甲偵察隊が再び独立部隊となり第140装甲偵察隊が旅団隷下になる。1972年時点での旅団編成は以下のとおりであった。
- 旅団司令部中隊
- 第140装甲偵察隊
- 第140装甲猟兵中隊
- 第140装甲工兵中隊
- 第140整備中隊
- 第140補給中隊
- 第142装甲擲弾兵大隊
- 第143戦車大隊
- 第144戦車大隊
- 第145装甲砲兵大隊

1977年にヴュルツブルクの第12装甲師団に配転される。1977年から1978年にかけて陸軍第4次編制の試験のため第14装甲旅団は試験旅団の一つに選ばれた。陸軍第3次編制で1980年に第145装甲砲兵大隊が旅団から離脱し、これにより第16郷土防衛団隷下の第545野戦砲兵大隊となった。砲兵部隊を失った旅団は代替措置としてクーゼル駐屯の第145装甲砲兵教導大隊を隷下に入れる。　　

### 第34装甲旅団（1981年から）
1981年に第14装甲旅団は第34装甲旅団に改称する。これにより、第14装甲旅団の名称は旧第6装甲旅団に引き継がれた。当時の旅団編成は以下のとおりであった。
- 旅団司令部（装甲偵察隊を含む）
- 第340猟兵中隊　在コブレンツ、アウグスタ兵舎
- 第340工兵中隊
- 第340整備中隊
- 第340補給中隊
- 第341混成戦車大隊　在コブレンツ（1981年に編成）
- 第342装甲擲弾兵大隊　在コブレンツ、グナイゼナウ兵舎
- 第343装甲擲弾兵大隊　在コブレンツ、アウグスタ兵舎
- 第344戦車大隊　在コブレンツ
- 第345装甲砲兵教導大隊　在クーゼル
- 第123野戦予備大隊

1986年に装甲偵察隊はゾントラに移転する。1990年にエーレンブライトシュタイン要塞にて厳粛な儀式の下で愛称「コブレンツ」が与えられた。その後第4防衛管区司令部 / 第5連邦軍の隷下に入る。1992年に第340駆逐戦車中隊は解隊し第340装甲工兵中隊は第3工兵団の隷下となった。1992年から1993年にかけて第341戦車大隊、第344戦車大隊、整備中隊、補給中隊および野戦予備中隊が解隊する。1992年に第343戦車大隊は第343装甲擲弾兵大隊に改編される。第4防衛管区司令部 / 第5連邦軍の合併・改編に伴い、再び旅団は第5装甲旅団隷下となる。この改編の過程で第15装甲旅団から2個大隊と2個中隊を編入する。旅団はディーツに移転の後に改編され以下のような編成となった。
- 旅団司令部中隊　在ディーツ、オラニエンシュタイン城
- 第342装甲擲弾兵大隊　在コブレンツ、グナイゼナウ兵舎
- 第343装甲擲弾兵大隊　在コブレンツ、グナイゼナウ兵舎
- 第153戦車大隊　在ヴェスターブルク
- 第154戦車大隊　在ヴェスターブルク
- 第150駆逐戦車中隊（1992年から第340駆逐戦車中隊の伝統を引き継ぐ）
- 第150装甲工兵中隊　在ヴェスターブルク
- 第345装甲砲兵教導大隊　在クーゼル
- 第340野戦予備中隊　在ディーツ
- 第340装甲偵察中隊　在ヘッセン＝リヒテナウ（平時は第5装甲偵察大隊の隷下にあるが、出動時には第34装甲旅団隷下に置かれた）

旅団は2002年に解隊される。

## 歴代旅団長
| 第14装甲旅団長 |                                                                                                |               |               |
| 1              | レギンボート・フライヘーア・フォン・ギュルトリンゲン陸軍大佐 Regimboto Freiherr von Gültlingen | 1956年11月6日 | 1961年4月6日  |
| 2              | カール＝テオドール・モリナリ陸軍准将 de:Karl-Theodor Molinari                                  | 1961年4月7日  | 1963年8月19日 |
| 3              | ハインツ・ギュンター・グデーリアン陸軍准将 de:Heinz Günther Guderian                           | 1963年8月20日 | 1967年9月15日 |
| 4              | カール・プンツマン陸軍大佐 Karl Punzmann                                                       | 1997年9月16日 | 1969年7月15日 |
| 5              | ハンス・プリット陸軍准将 Hans Plitt                                                            | 1969年7月16日 | 1972年9月30日 |
| 6              | ハンス＝ヨアヒム・マック陸軍大佐 de:Hans-Joachim Mack                                          | 1972年10月1日 | 1975年3月31日 |
| 7              | ルドルフ・プロミス陸軍大佐 Rudolf Promies                                                      | 1975年4月1日  | 1980年3月31日 |
| 8              | ペーター・ハインリッヒ・カルステンス陸軍大佐 de:Peter Heinrich Carstens                        | 1980年4月1日  | 1981年9月30日 |
| 第34装甲旅団長 |                                                                                                |               |               |
| 8              | ペーター・ハインリッヒ・カルステンス陸軍大佐 Peter Heinrich Carstens                           | 1981年10月1日 | 1982年1月31日 |
| 9              | クラウス・フォルマー陸軍准将 Klaus Vollmer                                                     | 1982年2月1日  | 1985年9月30日 |
| 10             | ゲロ・コッホ陸軍准将 Gero Koch                                                                 | 1985年10月1日 | 1990年3月31日 |
| 11             | ヴィルヘルム・ロマートツェック陸軍大佐 Wilhelm Romatzeck                                       | 1990年4月1日  | 1994年3月31日 |
| 12             | ケルステン・ラール陸軍大佐 de:Kersten Lahl                                                     | 1994年4月1日  | 1996年        |
| 13             | ベルント・ディーペンホルスト陸軍大佐 Bernd Diepenhorst                                         | 1997年        | 1999年        |
| 14             | エアハルト・ドリュウス陸軍大佐 de:Erhard Drews                                                 | 2000年        | 2002年        |